# RDS (radio)
Pour les articles homonymes, voir RDS.
Le protocole radio RDS (de l'anglais Radio Data System) est un service de transmission de données numériques en parallèle des signaux audio de la radio FM en bande II (de 87,5 à 108 MHz). Notamment, le RDS permet l'écoute d'une station sans interruption lors d'un déplacement, en prenant en charge automatiquement le passage d'une fréquence à l'autre. Il fournit également une identification des stations par leur nom, des signaux d'horloge, des messages textuels, des informations de commutation temporaire sur un canal d'information pendant l'émission d'un flash routier, etc. Les informations routières de type TMC sont généralement diffusées via RDS.

## Historique
Le RDS a été développé à partir de 1974 par les entreprises de radiodiffusion (regroupées au sein de l'Union européenne de radio-télévision, UER) et les industriels européens, à l'initiative de l'ORTF,.
À l'époque un système nommé Autofahrer-Rundfunk-Informationssystem (ARI) allait être déployé en Allemagne, qui permettrait d'informer les automobilistes de la diffusion d'un flash d'informations routières. ARI était intéressant, mais limité à l'identification des programmes routiers, et trop spécifique à l'organisation allemande de la radiodiffusion, par régions. L'idée de l'UER était donc de reprendre le service de base fourni par ARI, et de le compléter par diverses données utiles aux auditeurs.
Un groupe de travail s'est donc constitué. Il a commencé à étudier les possibilités d'utiliser une transmission de données numériques rattachée à une émission de radio FM. Notamment, des systèmes expérimentés à cette époque en Finlande, aux Pays-Bas et en Suède ont été étudiés. Les premiers essais grandeur nature ont eu lieu en 1980 à Berne-Interlaken, une zone où la réception VHF est particulièrement difficile : des données de test ont été émises et enregistrées de divers endroits afin d'étudier les difficultés de la réception en mobile. En 1981 un accord a lieu pour la modulation à utiliser pour les données numériques.
Plusieurs pays, dont la France, la Finlande, l'Allemagne, les Pays-Bas, la Suède et le Royaume-Uni ont alors démarré des expérimentations. Mais comme la spécification du système était assez vague, chaque pays utilisait sa propre variante, voire plusieurs. Ainsi, en 1982 huit systèmes différents étaient en cours d'expérimentation. L'UER a alors procédé à leur évaluation lors de nouveaux essais grandeur nature à Stockholm. Au terme de ces essais, c'est le système suédois, déjà utilisé pour le système de radiomessagerie MBS, qui a été retenu. Le mode de modulation a alors pu être précisément et définitivement décidé, avant qu'une seconde campagne d'essais à Berne-Interlaken permette de spécifier les données à transmettre et leur structuration. En 1983, la spécification du RDS était arrêtée.
À cette époque, le système ARI avait été déployé en Allemagne, en Autriche, en Suisse et au Luxembourg, avec un succès certain. Le RDS avait donc été conçu pour être compatible avec ARI (les deux systèmes étaient censés être utilisables simultanément, et par les mêmes stations), mais en 1983 les fabricants d'autoradios étaient toujours inquiets au sujet d'éventuelles interférences. Des essais ont donc été menés en Allemagne, dans une zone aussi difficile que Berne-Interlaken, Munich, en 1983. Le RDS réussit ce test sans encombre.
La première spécification du RDS a été publiée en 1984 par l'UER. La décision de déployer le RDS a été prise en 1985, et la même année des essais pré-opérationnels à grande échelle ont été effectués en Allemagne. Le déploiement a commencé en 1987, via la diffusion des données par les grands réseaux de radiodiffusion, et la mise sur le marché d'autoradios compatibles. Au départ, les radiodiffuseurs émettaient les données et la modulation RDS grâce à du matériel qu'ils avaient mis au point eux-mêmes. Ensuite, un marché spécifique s'est développé.
La diffusion du RDS en Europe s'est passée très vite, si bien que ses promoteurs parlent de « révolution silencieuse » :
- 1987 : déploiement en Irlande, France et Suède. En France, le premier déploiement a été l'œuvre de TDF sur les émetteurs de la station de radio FIP ;
- 1988 : déploiement en Autriche, Belgique, Danemark, Allemagne, Italie et Royaume-Uni ;
- 1989 : déploiement aux Pays-Bas, au Portugal et en Suisse.

La première norme du RDS (CENELEC EN 50067) a été publiée en 1990, après quelques ajouts.
Le déploiement du RDS aux États-Unis a été envisagé dès 1990. Il a été décidé de reprendre l'essentiel de la norme européenne, et de ne modifier que des points mineurs lorsqu'une adaptation aux spécificités nord-américaines était nécessaire. La norme américaine, appelée RBDS, a été adoptée en janvier 1993. Le terme RBDS n'est utilisé que pour désigner la norme : auprès du grand public, le système est appelé RDS, comme en Europe, et il utilise le même logo.
Le RDS Forum, instance assurant la mise à jour de la norme, se réunit chaque année près de Genève et regroupe industriels, radiodiffuseurs, fondeurs, éditeurs de contenus du monde entier.
En 2006 a été introduite la fonctionnalité RadioText Plus (RT+), développée par la Westdeutscher Rundfunk, Nokia et l'IRT. Elle permet aux récepteurs d'extraire des informations ciblées (par exemple le titre d'un morceau diffusé) à partir des textes RadioText transmis par RDS.
La dernière version en date de la norme RDS, intitulée IEC 62106:2018 (parties 1 à 6), a été publiée le 10 octobre 2018. Il s'agit d'une mise à jour importante : elle introduit notamment une extension du système, dite « RDS2 », qui permet d'augmenter considérablement le débit de transfert des informations.

## Fonctionnalités du RDS

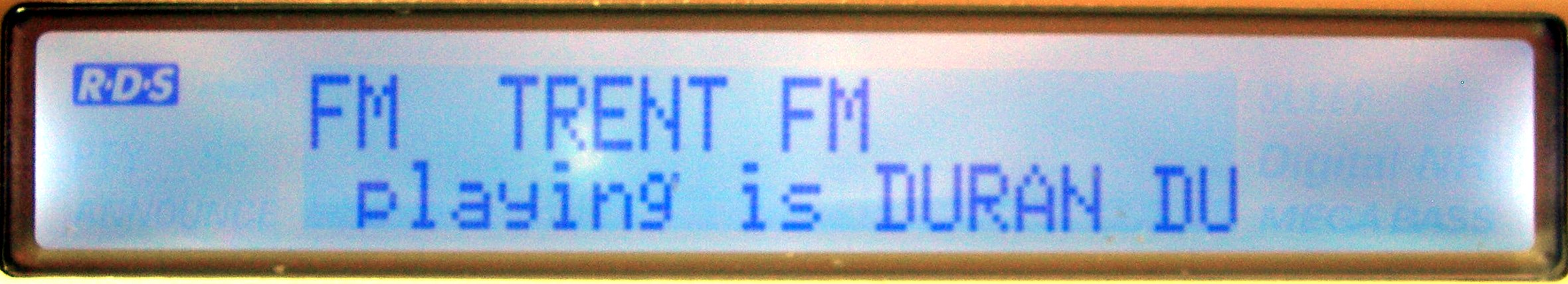
Affichage d'une radio RDS : nom de la station (PS) et radiotexte (RT) en train de défiler.

Le RDS offre potentiellement de nombreux services, mais ceux-ci sont en général sous-exploités par les radiodiffuseurs, en particulier en France. Parmi les services les plus courants, on trouve :
PS (Program Service)Le nom de la station, composé de huit caractères alphanumériques, peut être affiché sur l'écran du récepteur. Sauf cas particulier, toutes les stations proposent ce service. La norme RDS stipule que les huit caractères doivent être fixes, et représenter le nom de la station. En réalité, un certain nombre de radios ont détourné ce service pour y faire passer des informations dynamiques. En France, le CSA octroie des autorisations pour expérimenter cette pratique jusqu'à la fin 2009. Cependant, le RDS comprend un service adapté aux informations dynamiques, le radiotexte (voir infra).
AF (Alternative Frequencies)Les émetteurs diffusent la liste des fréquences des émetteurs voisins de la même station. Les autoradios peuvent ainsi à tout moment chercher la meilleure fréquence disponible. C'est ainsi que l'on peut écouter la même station d'un bout à l'autre du pays sans changer de fréquence manuellement (les fréquences sont « téléchargées » dans la mémoire vive de l'autoradio).
CT (Clock Time)Le RDS permet la transmission de l'heure, et donc le réglage de l'horloge du récepteur. Ce service est proposé par de nombreuses stations, mais rien ne garantit la fiabilité de l'heure transmise (une bonne pratique pour les stations est de synchroniser le codeur RDS sur une horloge radio-pilotée, par exemple sur l'émetteur DCF77 de Francfort en Allemagne).
TP (Traffic Program) / TA (Traffic Announcement)TP est un drapeau qui indique si la station reçue est susceptible d'émettre des annonces routières. Presque toutes les stations émettent ce drapeau, même si elles ne diffusent jamais en pratique d'annonce routière. En effet, bon nombre d'autoradios ignorent en mode de recherche automatique les stations où le drapeau TP est absent ; son émission est donc recommandée. Pour une station qui diffuse le drapeau TP, le drapeau TA indique que la station émet en ce moment une annonce routière. Les récepteurs utilisent ce code pour augmenter le volume sonore ou, dans le cas des autoradios, commuter entre la lecture de CD ou de cassettes et la réception radio.
EON (Enhanced Other Networks)Les informations EON constituent des références croisées entre des programmes différents appartenant à un même réseau. Chaque station diffuse les références des autres stations du réseau : nom (PS), code d'identification (PI), fréquences (AF), type de programmes (PTY), diffusion d'informations routières (TP/TA). Cela permet notamment à un récepteur de passer sur une autre station lorsqu'une annonce routière y est diffusée. Le basculement ne dure que le temps de la diffusion de l'annonce ; le récepteur se recale ensuite sur le programme d'origine. Par exemple, en France, les radios du groupe Radio France se référencent mutuellement, de même que 107,7 MHz, la fréquence autoroutière. Ainsi, lorsqu'un automobiliste écoute l'une de ces radios, il peut bénéficier des informations trafic diffusées sur n'importe laquelle des autres.

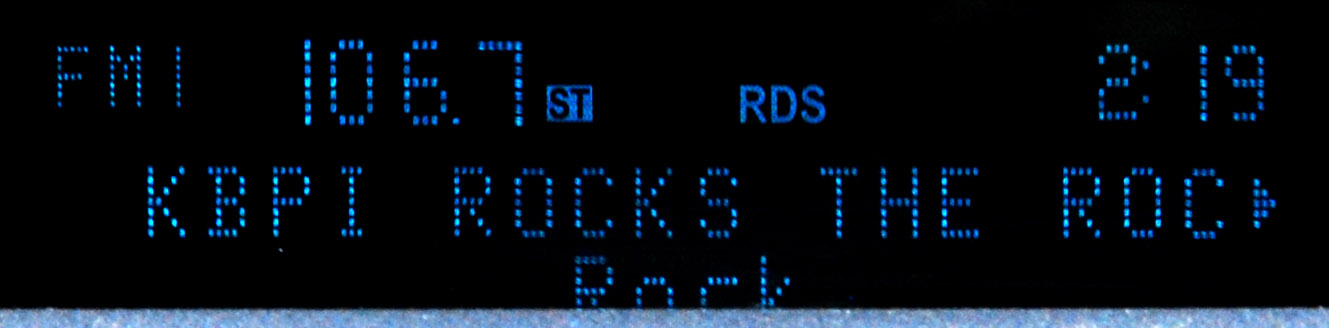
Affichage d'un radiotexte dans un autoradio : slogan de la station KBPI (région de Denver), « KBPI Rocks the Rockies ».

RT (Radio Text)Le radiotexte permet la diffusion de textes par l'intermédiaire du RDS. Les textes en question peuvent alors s'afficher à la demande sur l'écran des récepteurs. Le radiotexte est par exemple utilisé pour transmettre les titres des émissions ou des morceaux musicaux en cours de diffusion.
RT+Le RT+ est un service complémentaire du radiotexte (RT) introduit en 2008 dans la nouvelle version de la norme RDS, qui consiste à étiqueter certains des passages textuels des messages de radiotexte par des métadonnées décrivant leur nature. Par exemple, on peut indiquer qu'un certain fragment de message est un titre de chanson, un nom d'artiste, ou le numéro de téléphone de la radio. Ainsi, les terminaux peuvent présenter ces informations de façon structurée. C'est par exemple le cas de l'iPod nano de cinquième génération (sorti en septembre 2009) qui utilise le RT+ pour identifier les titres et artistes des morceaux diffusés à la radio. Pour aller plus loin, un téléphone mobile équipé d'un récepteur radio avec RT+ pourra proposer de composer automatiquement le numéro de la radio, car il l'aura identifié comme tel.
PTY (Program TYpe) et PTYN (Program TYpe Name)Il est possible d'indiquer le type de programme diffusé parmi 32 types prédéfinis (fonctionnalité PTY). Certains récepteurs permettent un balayage sélectif des stations mémorisées, en fonction du type de programme plébiscité. Certaines stations modifient constamment leur code PTY de façon à correspondre au mieux à leurs émissions, mais d'autres préfèrent ne pas indiquer de type de programme de façon à être incluses systématiquement dans les balayages. Grâce au service associé PTYN, il est même possible théoriquement de raffiner le type de programme en émettant un titre sur huit caractères (exemple : PTY correspondant au type générique « sport », PTYN contenant le texte « football »). Le PTYN n'est pas utilisé en pratique.

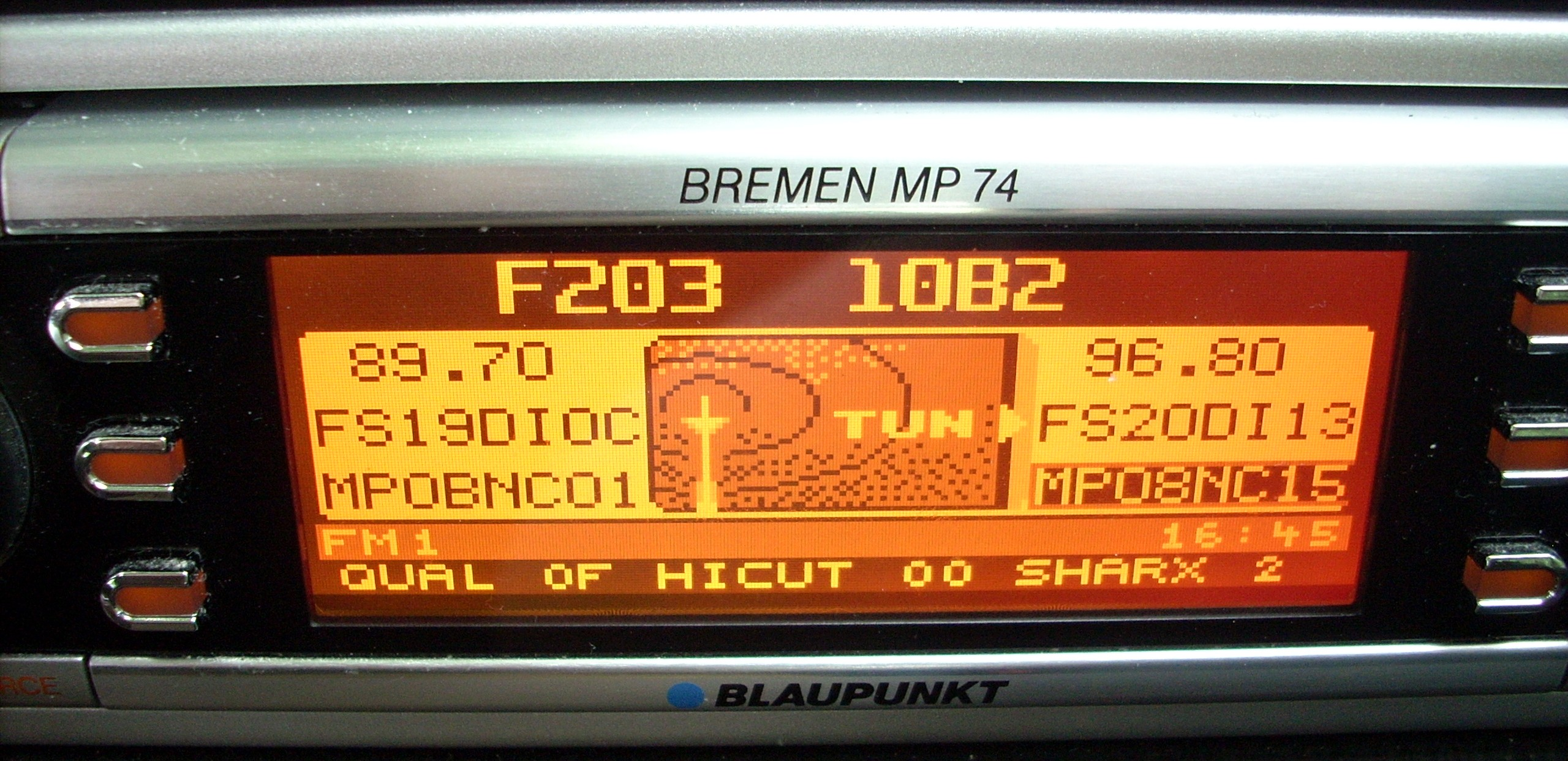
Écran de service d'un autoradio, montrant les codes PI de la station reçue (France Musique, code PI F203 hexadécimal), ainsi que de la station balayée (bigFM en Sarre, code PI 1B02).

PI (Program Identification) et ECC (Extended Country Code)Dans une certaine zone géographique, le code PI est un code unique attribué à chaque station, qui permet aux récepteurs de l'identifier à coup sûr lors d'un changement de fréquence. Le code PI est un code sur 16 bits, dont les 4 premiers identifient le pays,. Cela donne donc 16 possibilités seulement pour le choix du pays : l'unicité des codes PI n'est réellement obtenue que pour des pays voisins. Le code PI peut donc être complété par un code de pays ECC : le couple PI+ECC constitue un identifiant réellement unique d'une station au niveau mondial.
TMC (Traffic Message Channel)Le RDS est actuellement la principale voie de transmission pour les données structurées d'information trafic TMC.
Services annexesLe RDS peut être utilisé à d'autres fins : transmission de données publiques (TDC, transparent data channel) ou privées (IH, in-house applications), radiomessagerie, autres services accessibles au public et dûment enregistrés (ODA, open data applications). La transmission de données relatives aux services web associés à la radio permettant le développement d'interfaces interactives (menus contextuels, images, textes) est assurée par le service RadioDNS.

## Description technique

### Mode de modulation (couche physique)

Spectre d'une émission de radiodiffusion FM avant modulation, avec stéréophonie et RDS.

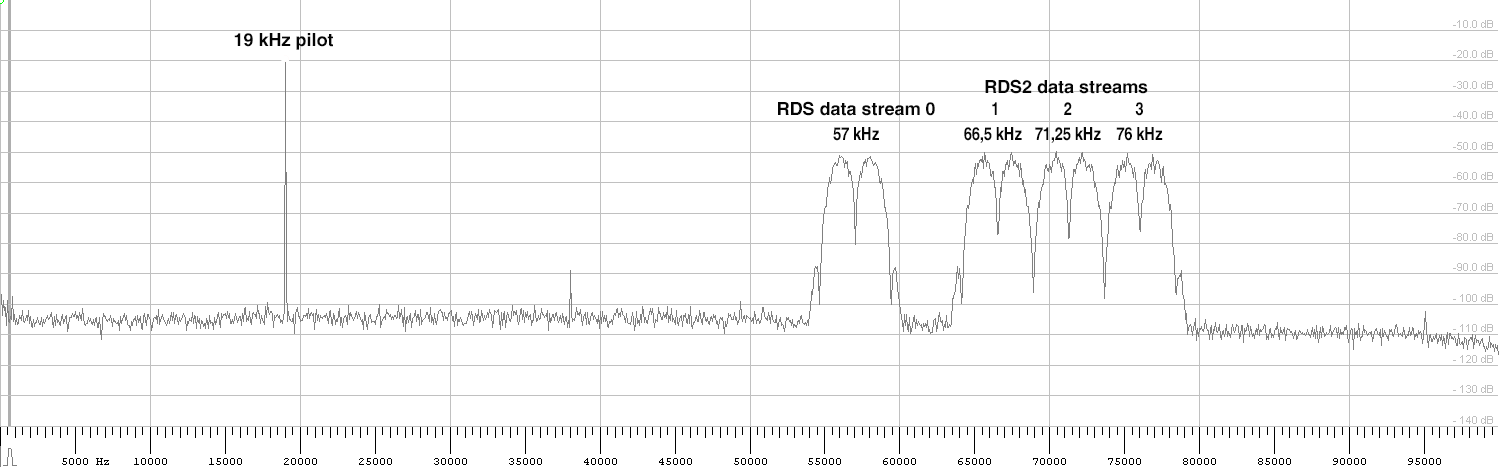
Spectre en RDS2 (pas d'audio) avant modulation (pas d'audio, uniquement données RDS).

Dans le système RDS de base (tel que spécifié dans les années 1980), les données numériques modulent une sous-porteuse à 57 kHz. Il s'agit du troisième harmonique du signal pilote à 19 kHz présent dans les émissions en stéréo en bande FM. À l'époque de la conception du RDS, la sous-porteuse à 57 kHz était déjà utilisée par le système ARI ; le RDS a donc été conçu pour pouvoir être utilisé en même temps qu'ARI (les deux signaux ne se perturbent pas). L'édition 2018 de la norme offre la possibilité d'augmenter le débit de transmission en utilisant trois sous-porteuses supplémentaires à 66,5 kHz, 71,25 kHz et 76 kHz (système « RDS2 »). La modulation et le codage utilisés sur ces sous-porteuses supplémentaires sont les mêmes que sur la sous-porteuse « principale » à 57 kHz.
Les données binaires sont mises en forme par un filtre. Le signal résultant vient moduler la sous-porteuse par modulation d'amplitude à porteuse supprimée (MAPS). Cela revient à réaliser une modulation par changement de phase binaire (BPSK).
La sous-porteuse est injectée en tant que nouvelle composante du signal multiplexe de l'émission radio. Elle figure dans la bande passante de l'émetteur et du récepteur, mais elle est complètement extérieure aux signaux audio, et donc n'introduit aucune perturbation audible.
Le débit binaire choisi pour le RDS est de 1 187,5 bits par seconde. Ce débit a été choisi car il s'agit du quotient par 48 de la fréquence de la porteuse à 57 kHz : une seule horloge peut donc être utilisée pour la génération de la porteuse et l'échantillonnage des données, aussi bien sur l'émetteur que sur le récepteur.
Avant modulation, les données binaires subissent un codage différentiel de façon que le signal ne soit pas sensible aux inversions.

### Structuration des données binaires (couche liaison)

Structure générale d'un groupe RDS.

Du fait du mode de transmission (broadcast sans voie de retour), il est particulièrement important que les données RDS soient accompagnées d'information de synchronisation, de détection d'erreurs et de correction d'erreurs. À cette fin, 10 bits redondants sont transmis après chaque mot de 16 bits d'informations utiles. Les données de synchronisation et de détection/correction d'erreur représentent donc 38,5 % des données transmises.
Les données RDS sont structurées en groupes de 104 bits. Un groupe contient 4 blocs de 26 bits chacun (un mot d'information de 16 bits, 10 bits redondants). Au sein d'un groupe, on désigne les blocs par 1, 2, 3 et 4.
Le code utilisé pour la détection et la correction des erreurs est un code cyclique dont le polynôme générateur est :
{\displaystyle g(x)=x^{10}+x^{8}+x^{7}+x^{5}+x^{4}+x^{3}+1}.
Avant émission, on ajoute aux blocs (sur 26 bits), et plus précisément aux 10 bits de contrôle, un mot de position (offset word) propre au bloc dont il s'agit au sein du groupe (mot A pour le groupe 1, B pour le groupe 2, C ou C' pour le groupe 3, D pour le groupe 4). Ce mot permet au récepteur de se synchroniser sur le flux de données binaires, non seulement au niveau bloc, mais surtout au niveau groupe. Du point de vue du récepteur, les mots de position sont considérés comme une erreur due au canal. Leurs valeurs ont été choisies de façon à éviter de les confondre avec des salves d'erreurs de 5 bits ou moins.
À la réception, pour se synchroniser le récepteur calcule en permanence le syndrome des derniers 26 bits reçus. Lorsqu'il se trouve en fin de bloc, et en l'absence d'erreur, il devrait trouver un syndrome nul si le mot de décalage n'avait été ajouté. En réalité, il trouve un syndrome caractéristique du bloc (A, B, C, C' ou D), et qui peut se déduire du mot de décalage correspondant. En reconnaissant ce syndrome caractéristique, le récepteur acquiert en même temps la synchronisation bloc et la synchronisation groupe. Après synchronisation, le récepteur peut utiliser le code pour rejeter les blocs erronés, et/ou éventuellement corriger des erreurs.
Par exemple, pour le bloc 1, le mot de décalage (appelé A) est 0011111100 et le syndrome caractéristique correspondant est 0101111111.
Du fait du débit binaire de 1 187,5 bit/s, il est diffusé environ 11,4 groupes par seconde.

### Format des messages (couches session et présentation)
Il existe 32 types de groupes, numérotés 0A, 0B, 1A, 1B, ..., 15B. Quel que soit le type de groupe, il existe donc un identificateur de type de groupe à un emplacement fixe, sur 5 bits. La lettre (A ou B) est appelée version du groupe. On peut donc considérer qu'il existe 16 types de groupes, chacun disponible en version A ou B.
Les groupes sont conçus pour transmettre le plus souvent possible les informations les plus cruciales. Ainsi, l'indicateur TP (programme susceptible de diffuser des annonces routières), PI (identification de la station) et PTY (identification du type de programmes) sont-ils inclus dans chaque type de groupe possible. Ainsi, un récepteur qui reçoit un bloc d'offset A sait qu'il s'agit du bloc n°1 d'un groupe, et sait qu'il contient le code PI, indépendamment du reste du groupe (qui, éventuellement, peut ne pas avoir été reçu correctement, sans pour autant perturber la réception du code PI). Ces informations transmises dans tous les groupes sont celles qui permettent la recherche de programmes : recherche d'un programme donné grâce au code PI, recherche d'un programme diffusant des informations routières grâce à l'indicateur TP, et recherche d'un type de programme grâce au PTY.

Détail des informations communes à tous les groupes. Les zones hachurées correspondent aux champs dépendant du type de groupe.

Le code PI étant jugé particulièrement important, les groupes en version B le portent deux fois : une fois dans le bloc 1, comme dans tous les groupes, mais également une fois dans le bloc 3. En diffusant des groupes de type B, il est donc possible de doubler la fréquence d'émission du code PI, au détriment bien sûr de la bande passante allouée aux autres informations. L'idée à la base des groupes en version B était d'améliorer la réception du code PI même si les groupes étaient reçus incomplètement (bloc 1 manquant par exemple). Cependant, dans le schéma général, il est nécessaire de recevoir correctement le bloc 2 afin de déterminer le type de groupe, et donc d'interpréter les blocs suivants. C'est afin de s'affranchir de la nécessité d'une réception correcte du bloc 2 pour l'interprétation d'un code PI en bloc 3 qu'ont été introduits les deux offsets possibles pour le bloc 3 (C et C'). L'offset C est utilisé pour les groupes en version A, l'offset C' pour les groupes en version B. Ainsi, si un récepteur reçoit un bloc d'offset C', alors il est sûr, comme lorsqu'il reçoit un bloc d'offset A, qu'il contient le code PI, indépendamment du contenu du reste du groupe. En général, pour un numéro donné, les groupes A et B portent le même type d'information, des détails supplémentaires étant disponibles dans la version A. Cependant, les groupes en version B sont extrêmement peu utilisés en pratique. Seul le 14B est fréquent, cependant pas en raison de la double diffusion du code PI, mais parce qu'il diffuse une information non disponible dans le 14A.
Afin d'illustrer la constitution des groupes RDS, nous pouvons analyser le groupe de type 0A, le plus fréquent car il porte les informations de base du RDS (fréquences alternatives, nom de la station, indicateur d'informations routières TA). La constitution des autres groupes obéit aux mêmes principes.

Détail du groupe de type 0A, le plus fréquent.

Après la partie fixe commune à tous les groupes, on trouve :
- un bit TA (Traffic Announcement), positionné à 1 lorsqu'une annonce routière est en cours de diffusion ;
- un bit MS (Music/Speech) : 0 lors d'un programme parlé, 1 lors de la diffusion de musique ;
- deux champs de 8 bits dans le bloc 3, pouvant coder chacun une fréquence alternative, selon une table de codage spécifiée dans la norme ;
- deux champs de 8 bits dans le bloc 4, codant deux caractères du nom de la station (Program Service, PS), parmi huit. Le nom de la station est donc transmis en quatre fois, grâce à quatre segments de deux caractères, transmis successivement. Le numéro du segment, appelé adresse, est codé sur 2 bits à la fin du bloc 2 (champ noté @ sur le schéma). Les caractères sont codés sur 8 bits, dans une version étendue du code ASCII adaptée aux langues européennes ;
- un bit DI (Decoder Identification) portant des informations complémentaires telles que l'indication d'une diffusion en mono ou stéréo, ou le caractère statique ou dynamique du PTY. Le bit DI code une information d'un bit parmi quatre, dont le numéro est codé par le champ d'adresse.

La séquence de diffusion des différents groupes possibles est laissée à discrétion du diffuseur. Cependant, il est recommandé de transmettre plus souvent les groupes les plus importants, à savoir ceux qui contiennent les informations de base. Par exemple, la norme recommande de diffuser au moins quatre groupes 0A par seconde.
Les types de groupes les plus fréquents sont :
- 0A : informations de base (nom de la station, et fréquences alternatives) ;
- 2A : radiotexte ;
- 4A : signaux d'horloge ;
- 14A, 14B : enhanced other networks.

### Codeurs RDS
Les données RDS sont générées par un codeur RDS. Les premiers codeurs ont été réalisés en interne par les diffuseurs, puis un marché s'est développé. À partir de 1994, un standard de communication avec les codeurs RDS a été développé par le RDS Forum : UECP, pour Universal Encoder Communication Protocol. Ce protocole permet de contrôler de manière unifiée différents codeurs RDS issus de fabricants différents. La dernière version d'UECP date de février 2010.

## Le RDS dans le monde

### En Europe de l'Ouest
Le RDS est très largement implanté en Europe de l'Ouest, depuis la fin des années 1980. Les fonctionnalités statiques (nom de la station, fréquences alternatives) ont été déployées en premier, mais l'utilisation dynamique se développe (EON depuis la seconde moitié des années 1990, radiotexte sur certaines stations, PS dynamique non standard, utilisé de fait ou en cours d'expérimentation en France en 2009).
La radiomessagerie a été utilisée dans les années 1990, notamment en France, mais elle a cédé la place à la téléphonie GSM.

### En Europe de l'Est
Historiquement, la bande FM en Europe de l'Est était la bande I (65–74 MHz). Dans les années 1990, l'utilisation de la bande II a commencé à se développer en parallèle. Théoriquement, il aurait été possible d'utiliser le RDS en bande I, mais le mécanisme des fréquences alternatives n'était pas prévu pour référencer des fréquences dans cette bande. Dans le but d'encourager la transition généralisée des stations vers la bande II, le RDS Forum a décidé de ne pas développer de codage des fréquences en bande I. Le RDS n'existe donc qu'en bande II en Europe de l'Est, mais n'est pas aussi répandu qu'en Europe de l'Ouest. Actuellement[Quand ?], peu de stations subsistent en bande I.

### En Amérique du Nord
Le standard RBDS est quasi-compatible avec le système européen. Il est conçu pour être utilisé aux États-Unis, mais aussi au Mexique et au Canada. Du point de vue de l'utilisateur, quelques différences se situent dans la signification des codes PTY et dans l'interprétation du code PI en vue du basculement de fréquences. Un poste américain se comportera bien en Europe, et vice versa, avec toutefois quelques effets de bord possibles liés au basculement de fréquences.
Le déploiement a été beaucoup plus timide[Quoi ?] qu'en Europe. Ainsi en 1997, seules 15 % des stations des États-Unis utilisaient le RDS.

### Dans le reste du monde
Bien que le standard RDS soit européen, sa version européenne est largement utilisée dans le monde. À partir de la version de 1998 de la norme, des codes pays (ECC, extended country codes) sont prévus pour tous les pays du monde.
Cependant, le Japon n'utilise pas le RDS. En effet, le pays utilise une autre bande de fréquence pour la radiodiffusion FM (76-90 MHz), qui n'est pas aussi répandue que dans le reste du monde. De plus, le pays a adopté le standard DARC, redondant avec le RDS.

## Services annexes
Le RDS peut transmettre d'autres types d'information, comme de la radiomessagerie, des données de service propres à chaque radio ou des services supplémentaires. Pour cette dernière application, on utilise la fonctionnalité ODA (Open Data Applications) de la norme, qui permet d'encapsuler des données obéissant à d'autres spécifications. Pour chaque nouveau service basé sur ODA, une demande doit être formulée auprès du RDS Forum.

### Radiomessagerie
Plusieurs pays européens ont développé un service de radiomessagerie par RDS.
En novembre 1987, l'opérateur Télédiffusion de France (TDF), possesseur (entre autres) des émetteurs du réseau Radio France lance un système de radiomessagerie par RDS, nommé Operator. Les messages sont transmis sur les ondes du réseau Radio France. Ceci garantit une très bonne couverture sur l'ensemble du territoire, sans installation d'émetteur supplémentaire. Au départ, le service proposait l'acheminement de messages numériques à 10 chiffres, via les émetteurs de France Inter. Les messages pouvaient être transmis par téléphone (composition directe ou prise par des opérateurs) ou par Minitel. Ils étaient acheminés par le réseau X.25 Transpac jusqu'à la tête de réseau TDF, qui les diffusait aux codeurs RDS des émetteurs FM via la voie de données DIDON du réseau de TF1. Par la suite, d'autres stations de Radio France ont participé à la diffusion du service, qui s'est ouvert aux messages alphanumériques. Operator comptait 7 500 abonnés fin décembre 1988, 33 000 fin 1990. Operator a été repris en 1998 par France Télécom Mobiles, sous le nom Alphapage-RDS. En 2001, il a été revendu à e*Message France, qui l'a exploité jusqu'au début 2011[réf. nécessaire].
En Allemagne, le service Omniport a été en service de février 1994 à la fin 1997. Il était exploité par DeTex, une filiale de Deutsche Telekom et TDF.
En Irlande, le réseau public RTÉ a mis en place un service de radiomessagerie sur RTÉ Radio 1 et RTÉ 2fm au début des années 1990.
En Norvège, un service de radiomessagerie a été déployé sur le réseau national PTT en 1990. Le service a été mis sur le marché au printemps 1991.
En Suède, il existait un service de radiomessagerie par RDS qui comptait 75 000 abonnés en 1987.
En Inde, un service de radiomessagerie a été mis en place sur le réseau de All India Radio.
Plus récemment, aux États-Unis, le service Alert FM réutilise le protocole de radiomessagerie par RDS pour transmettre des alertes (par exemple, en cas d'événements météorologiques extrêmes). Le système a initialement été déployé de 2005 à 2010 au Mississippi. En 2018, il est opérationnel dans 14 États et transmis par 250 stations.

### Transports
En mars 1997, Europe Grolier, filiale de ce qui deviendra Lagardère Active, lance Skipper, un accessoire destiné aux automobilistes qui indique la position des ralentissements à Paris. Skipper se présente sous la forme d'un pare-soleil sur lequel figure une carte de Paris et de sa banlieue,,,. L'état du trafic en 300 points stratégiques est figuré par des LED. Les informations sur le trafic sont recueillies via l'analyse des positions GPS des Taxis bleus et transmises aux usagers dans les données RDS d'Europe 1, Europe 2 et RFM.
En Île-de-France, la société Xatel a lancé en 1998 un panneau d'information trafic (PIT), destiné aux lieux recevant du public, qui affiche l'état actuel du trafic routier.
Les données transitent par RDS sur la fréquence d'Europe 1.
Jusqu'en 2004, à Strasbourg, les arrêts de bus de la Compagnie des transports strasbourgeois (CTS) affichaient les temps d'attente  des bus, lesquels étaient transmis en RDS sur la fréquence de Nostalgie Strasbourg (105,3 MHz) via un canal ODA. De même, les panneaux indicateurs des parkings de la ville recevaient les informations portant sur les places disponibles via RDS-ODA.

### GPS différentiel
Les systèmes de GPS différentiel visent à fournir aux récepteurs GPS des informations de correction des signaux issus des satellites, qui leur permettent d'accroître la précision du positionnement. Une voie de diffusion de ces informations est donc nécessaire, et utiliser le RDS est une solution possible. Ainsi, le système RASANT (Radio Aided Satellite Navigation Technique) est en service en Allemagne depuis 1998, via un canal ODA. En Suède, le service EPOS a débuté en 1994.

### Divers
Dans les années 1990, Raidió Teilifís Éireann (radio irlandaise) a utilisé le canal de données in-house pour diffuser la « liste noire » des numéros de cartes bancaires perdues ou volées.

## Comparaison avec d'autres techniques
D'autres standards de diffusion d'informations numériques sur les stations de radio FM sont apparus après le RDS, notamment le DARC et DirectBand. Ils proposent des débits bien supérieurs au RDS, mais sont plus susceptibles de provoquer des interférences entre les stations. Aucun d'entre eux n'a un taux de pénétration comparable à celui du RDS. En août 2019, l'extension à quatre sous-porteuses du RDS (RDS2) est normalisée, mais n'a fait l'objet d'aucune mise en œuvre.
| Standard   | Fréquence de la sous-porteuse         | Débit brut  | Débit utile |
| ---------- | ------------------------------------- | ----------- | ----------- |
| RDS        | 57 kHz                                | 1,2 kbit/s  | 0,7 kbit/s  |
| RDS2       | 57 kHz, 66,5 kHz, 71,25 kHz et 76 kHz | 4,8 kbit/s  | 2,9 kbit/s  |
| DirectBand | 67,65 kHz                             | 11,5 kbit/s | 10,5 kbit/s |
| DARC       | 76 kHz                                | 16 kbit/s   | 8,9 kbit/s  |

En 2006, l'ETSI a standardisé un équivalent du RDS pour la radio AM (stations émettant sous 30 MHz) : l'Amplitude Modulation Signalling System (AMSS). Le standard AMSS est très inspiré par le RDS. Il fournit des fonctionnalités équivalentes, dans le but de faciliter la transition vers la radio numérique en ondes courtes, moyennes et longues (DRM — Digital Radio Mondiale).